# المنارة (بيروت)
المنارة هو حيّ صغير في رأس بيروت، يعرف باسم المنارة لوجود منارة بحريّة فيه. يشتهر هذا الحيّ لوجود مركز وملعب النادي الرياضي بيروت فيه، إضافةً إلى العديد من المقاهي والمطاعم، إلى جانب المنارتين: التاريخيَّة التي أُخذ منها اسم الحي، والحديثة.